# Goudvleugelgors
De goudvleugelgors (Arremon schlegeli) is een zangvogel uit de familie Emberizidae (gorzen).

## Verspreiding en leefgebied
Deze soort telt 3 ondersoorten:
- A. s. fratruelis: La Guajira (noordelijk Colombia).
- A. s. canidorsum: het noordelijke deel van Centraal-Colombia.
- A. s. schlegeli: noordelijk Colombia (behalve La Guajira) en Venezuela.